# Formicivora paludicola
Formicivora paludicola är en akut hotad fågel i familjen myrfåglar inom ordningen tättingar endemisk för sydöstra Brasilien.

## Utbredning och systematik
Fågeln förekommer enbart i sydöstra Brasilien i östra São Paulo kring källorna till floderna Tietês och Paraíba do Suls bäcken. Flera auktoriteter behandlar den istället som underart till paranámyrsmygen, då i släktet Stymphalornis.

## Status
IUCN kategoriserar den som akut hotad.